# Nitơ oxide (y tế)
Nitơ oxit, được bán dưới tên thương hiệu là Entonox cùng với một số các tên khác, là một loại khí hít được sử dụng với vai trò như một chất giảm đau. Khí này cũng có thể kết hợp cùng với các thuốc khác để có hiệu quả gây mê. Chúng được sử dụng phổ biến trong các trường hợp như trong khi sinh con, sau chấn thương, và là một phần của chăm sóc cuối đời. Khởi đầu của hiệu ứng thường trong vòng nửa phút và kéo dài trong khoảng một phút.
Thuốc này có ít tác dụng phụ, trừ nôn mửa, trong trường hợp sử dụng ngắn hạn. Khi sử dụng thuốc dài hạn thì thiếu máu hoặc tê có thể xảy ra. Chúng luôn luôn nên được cung cấp với ít nhất 21% oxy. Thuốc không được khuyến cáo ở những người bị tắc ruột hoặc tràn khí màng phổi. Sử dụng trong phần đầu của thai kỳ không được khuyến cáo. Có thể sử dụng thuốc trong giai đoạn cho con bú.
Nitơ oxit được phát hiện từ năm 1772 đến 1793 và được sử dụng để gây mê vào năm 1844. Nó nằm trong danh sách các thuốc thiết yếu của Tổ chức Y tế Thế giới, tức là nhóm các loại thuốc hiệu quả và an toàn nhất cần thiết trong một hệ thống y tế. Chúng thường có dưới dạng hỗn hợp 50/50 với oxy. Các thiết bị có van điều khiển cũng có cho những trường hợp tự sử dụng. Việc thiết lập và bảo trì máy tương đối đắt đối với các nước đang phát triển.